# Mauzens-et-Miremont
Mauzens-et-Miremont è un comune francese di 332 abitanti situato nel dipartimento della Dordogna nella regione della Nuova Aquitania.

## Società

### Evoluzione demografica
Abitanti censiti